# Herbécourt
Herbécourt (picardisch: Hèrcourt) ist eine nordfranzösische Gemeinde mit 181 Einwohnern (Stand 1. Januar 2022) im Département Somme in der Region Hauts-de-France. Die Gemeinde gehört zum Kanton Péronne.

## Geographie
Die Gemeinde liegt an der Départementsstraße D1 von Bray-sur-Somme nach Péronne, rund neun Kilometer westlich von Péronne. Im Osten wird sie von der Autoroute A1 und der Hochgeschwindigkeitsbahnstrecke des LGV Nord begrenzt.

## Geschichte
Am 2. Juli 1916 fanden im Verlauf der Schlacht an der Somme hier Kämpfe zwischen französischen und deutschen Truppen  statt. Die Gemeinde erhielt als Auszeichnung das Croix de guerre 1914–1918.

## Einwohner
| 1962 | 1968 | 1975 | 1982 | 1990 | 1999 | 2006 | 2017 |
| ---- | ---- | ---- | ---- | ---- | ---- | ---- | ---- |
| 198  | 211  | 174  | 134  | 149  | 133  | 151  | 224  |

## Sehenswürdigkeiten
- Britischer Soldatenfriedhof am westlichen Ortsrand.